# Not Ashamed
Not Ashamed é o quinto álbum de estúdio da banda Newsboys, lançado em 1992.

## Faixas
1. "I Cannot Get You Out of My System" – 3:18
2. "I'm Not Ashamed" – 3:52
3. "Where You Belong/Turn Your Eyes Upon Jesus" – 5:32
4. "Upon This Rock" – 4:39
5. "Strong Love" – 4:02
6. "Dear Shame" – 3:50
7. "Boycott Hell" – 3:41
8. "We Come Together" – 4:36
9. "Love Comes True" – 3:32
10. "Lost the Sky Again" – 5:05

## Tabelas
Álbum
| Tabela (1992)              | Posição |
| -------------------------- | ------- |
| Top Contemporary Christian | 11      |

## Créditos
- John James - Vocal
- Peter Furler - Bateria, vocal
- Corey Pryor - Teclados
- Sean Taylor - Baixo